# عشق حقیقی (ترانه کلدپلی)
«عشق حقیقی» تک‌آهنگی از گروه موسیقی آلترنتیو راک کلدپلی است که در ۱۴ اوت ۲۰۱۴ منتشر شد. این تک‌آهنگ در آلبوم داستان‌های ارواح (آلبوم کلدپلی) قرار داشت.